# Walther Schultze (Mediziner)
Walther Schultze (* 1. Februar 1893 in Idstein; † 9. Dezember 1970 in Gießen) war ein deutscher Dermatologe, Hochschullehrer und nationalsozialistischer Funktionär.

## Leben
Walther Schultze wurde als Sohn eines Kalidirektors geboren und evangelisch getauft. Seit 1913 studierte er Medizin an den Universitäten Gießen, Münster und München. Im Ersten Weltkrieg diente er als Unteroffizier in einem Infanterieregiment. Er wurde kriegsbeschädigt und war ab 1917 als Feldhilfsarzt tätig.
Nach Kriegsende schloss er sein Studium mit der Promotion zum Dr. med. ab. Von 1921 bis 1934 war er als Oberarzt an der Universitäts-Hautklinik in Gießen beschäftigt. 1925 habilitierte er sich dort bei Albert Jesionek über Haut- und Geschlechtskrankheiten. 1929 wurde er nichtbeamteter außerordentlicher Professor in Gießen und vertrat 1934 kurzzeitig den Leiter der Universitäts-Hautklinik in Frankfurt am Main. Noch im selben Jahr konnte er eine ordentliche Professur an der Universität Jena antreten. Während dieser Zeit in Jena betrieb er die Einrichtung einer Abteilung für „asoziale Geschlechtskranke“ in der psychiatrischen Abteilung Stadtroda. Im folgenden Jahr 1935 wurde Schultze an seine Heimatuniversität Gießen als ordentlicher Professor berufen und zum Direktor der Hautklinik und der Lupusheilstätte bestellt. Die Berufung wurde damit begründet, er sei „politisch am Eindringen der Revolution in den Bereich der Hochschule entscheidend mitbeteiligt gewesen“. Schultze wurde 1945 aus allen Ämtern entlassen, konnte aber eine Privatpraxis eröffnen. Er konnte 1950 wieder Ordinarius, jedoch nicht Hautklinikdirektor, in Gießen werden.
Seit 1931 gehörte er der NSDAP an und war ab 1934 deren Vertrauensmann an der medizinischen Fakultät Gießen. 1935 wurde er lokaler Führer des Nationalsozialistischen Deutschen Dozentenbundes (NSDDB) und Leiter der Dozentenschaft. Nach Klee währte diese Amtszeit von 1935 bis 1938, nach Grüttner nur 1936 bis 1937. Zudem war Schultze Mitglied im NS-Ärztebund. 1944 gehörte er dem wissenschaftlichen Beirat des Bevollmächtigten für das Gesundheitswesen an.
Er besprach sich 1936 mit dem regional zuständigen Gauleiter Sprenger bezüglich der Bekämpfung „Asozialer“ und war im selben Jahr mit dem Verfassen einer Schrift beschäftigt, in der die „Bekämpfung“ und „Zwangsasylierung“ von „Arbeitsscheuen, Rentenschindern, Alkoholikern, triebhaften Wanderern“ und anderen „Asozialen“ thematisiert wurde.
In der klinische Forschung beschäftigt sich Schultze mit Sulfonamiden, besonders mit den sog. Marfanilpudern. Im Albert-Jesionek-Krankenhaus, einer Einrichtung für tuberkulöse Kranke, die ihm untersteht, führt er 1942 erste Behandlungen mit Thiosemikarbazonen durch. Diese Tuberkulostatica, die in Elberfeld von den IG Farben (Behnisch,  Mietzsch, Schmidt und Domagk) entwickelt worden waren, wurde ihm von Letzterem zur klinischen Testung übergeben. 1946/47 führte er die klinische Erprobung von Conteben, einem Thiosemikarbazon, dem ersten synthetischen Tuberkulostaticum, durch.